# Фосфоресценция
Фосфоресценцията е вид фотолуминесценция - вторично светене под въздействието на светлина с дължина на вълната от видимия и ултравиолетовия диапазон. При фосфоресценцията светеното е по-дълго и може да протече след известно време, докато при свързаното с нея явление флуоресценция светенето е кратко. По-голямото време за повторно излъчване е свързано с т.нар „забранени“ според квантовата механика енергетични преходи. Тъй като такива забранени преходи при обикновените материали се наблюдават по-рядко повторното излъчване на погълнатото излъчване протича с по-нисък интензитет и в течение на по-дълго време (до няколко часа).
Изучаването на фосфоресцентните вещества е започнало от времето на откриване на радиоактивността (1896 г.)
|  | Тази страница частично или изцяло представлява превод на страницата „Фосфоресценция“ в Уикипедия на руски. Оригиналният текст, както и този превод, са защитени от Лиценза „Криейтив Комънс – Признание – Споделяне на споделеното“, а за съдържание, създадено преди юни 2009 година – от Лиценза за свободна документация на ГНУ. Прегледайте историята на редакциите на оригиналната страница, както и на преводната страница, за да видите списъка на съавторите. ВАЖНО: Този шаблон се отнася единствено до авторските права върху съдържанието на статията. Добавянето му не отменя изискването да се посочват конкретни източници на твърденията, които да бъдат благонадеждни. |